# Manfred Böckl
Manfred Ludwig Böckl (* 2. September 1948 in Landau an der Isar) ist ein deutscher Schriftsteller, der auch unter den Pseudonymen Thomas Drayton und Jean de Laforet publiziert hat.

## Leben
Nach dem Abitur am Gymnasium Dingolfing (Niederbayern) studierte Manfred Böckl 1968 bis 1973 Germanistik, Geographie, Jura, Geschichte, Philosophie, Literaturwissenschaft, Psychologie und Theologie  an der Universität Regensburg, ohne einen Abschluss zu erwerben. Von 1973 bis Anfang 1976 war er Redakteur bei der Passauer Neuen Presse; seit Januar 1976 arbeitete er als freier Schriftsteller. Von 1992 bis Oktober 2008 lebte er in dem Dorf Salzweg nördlich von Passau im Bayerischen Wald. Danach zog er nach Empertsreut in der Gemeinde Perlesreut, wo er ein Landhaus erworben hat.
Immer wieder bereiste der Autor die Länder Westeuropas, um dort zur Geschichte der Kelten zu recherchieren; zudem forscht er auch in seiner bayerischen Heimat nach keltischen Wurzeln. Weltanschaulich bekennt sich Manfred Böckl zum Neuen Heidentum in alteuropäisch-keltischer Tradition. Er strebt eine Renaissance der vorchristlichen Religion an: die von ihm postulierte „Heimkehr ins Heidentum“.

## Werk
Manfred Böckl schrieb zunächst (teils unter Pseudonym zusammen mit Helmut Watzke) Jugendbücher wie die Reihe Geheimbund Blaue Rose (1980 bis 1984). Ab 1986 folgte eine Reihe von Romanen zur bayerischen Geschichte, und seit Ende der 1980er Jahre publiziert Böckl auch historische Romane sowie Sachbücher mit Themen aus der deutschen und europäischen Geschichte.
Manfred Böckl schrieb unter anderem über Hexenverfolgungen, über Renegaten wie den Wildschützen Georg Jennerwein, den Bayerwald-Räuber Michael Heigl oder den Räuber Mathias Kneißl, die sich gegen die soziale Ungerechtigkeit ihrer Zeit auflehnten, und über Frauen wie Agnes Bernauer oder Barbara Blomberg. Ebenso publizierte Böckl zahlreiche Bücher über „Propheten“ wie Nostradamus oder den Mühlhiasl. Ein besonderer Schwerpunkt seiner Arbeit wurden ab 1999 die Kelten, über die er mehrere Romane und Sachbücher veröffentlichte.
In der 2007 publizierten Erzählung Die Einöder verließ er seine angestammten Themenkreise und schilderte am Beispiel des Bayerischen Waldes, welch tödliche Auswirkungen die Klimakatastrophe letztlich auf die Menschheit haben wird, wenn das Ruder nicht herumgerissen wird.
Die Gesamtauflage von Böckls Werken beträgt (Stand 2007) rund eine Million Exemplare. Seine Bücher wurden ins Portugiesische, Italienische, Russische, Bulgarische, Estnische, Niederländische und Tschechische übersetzt. Böckl war 1986 Stadtschreiber von Otterndorf und Neumüller-Stipendiat der Stadt Regensburg.

## Veröffentlichungen (Auswahl)

### Romantrilogie
- Die schwarzen Reiter. Eine Kriminalgeschichte aus dem Dreißigjährigen Krieg. ECON, Düsseldorf 1997. ISBN 3-612-25177-5
- Der Alchemist des Teufels. Historischer Kriminalroman. ECON, Düsseldorf 1998. ISBN 3-612-25201-1
- Der Etruskerdolch. Historischer Kriminalroman. ECON, Düsseldorf 1999. ISBN 3-612-27610-7

### Romane
- Das Lied von Haduloha. Eine Nordsee-Saga, historischer Roman. Niederelbe-Verlag, Otterndorf 1986. ISBN 3-924239-09-6 (Neuausgabe: Gipfelbuch-Verlag Waldsolms 2008. ISBN 978-3-937591-51-3)
- Die Leibeigenen. Eine Bayerwald-Saga aus dem 14. Jahrhundert, Roman. Neue-Presse-Verlags-GmbH, Passau 1986. ISBN 3-924484-02-3 (Neuausgabe: Buch- und Kunstverlag Oberpfalz, Amberg 1997. ISBN 3-924350-63-9; Taschenbuchausgabe: Aufbau-Taschenbuch-Verlag, Berlin 2004. ISBN 3-7466-1295-0)
- Die Hexe soll brennen. Ein Tatsachenroman aus dem 17. Jahrhundert, Facta, Hamburg & München 1989. ISBN 3-926827-20-3 (Neuausgabe unter dem Titel: Die Hexe soll brennen. Die Geschichte der Katharina Grueber, die vor 300 Jahren auf dem Scheiterhaufen verbrannt wurde, Bastei-Verl. Lübbe, Bergisch Gladbach 1996. ISBN 3-404-12527-4; Neuausgabe unter dem Titel: Die Hexe soll brennen. Historischer Tatsachenroman, Verlags-Anstalt Bayerland, Dachau 2003. ISBN 3-89251-335-X)
- Der Rappe mit der Elchschaufel, Roman. F. Schneider, München 1992. ISBN 3-505-04471-7
- Sumava. Ein Epos aus dem Böhmerwald. Roman. Neue-Presse-Verlag, Passau 1992. ISBN 3-927529-32-X (Neuausgabe unter dem Titel: Šumava. Die Saga des Böhmerwaldes. Historischer Roman, Morsak, Grafenau 2005, ISBN 3-86512-010-5)
- Der Hexenstein. Ein Roman aus dunkler Zeit. SüdOst-Verlag, Waldkirchen 1997. ISBN 3-89682-002-8 (Neuausgabe: Ullstein, München 2000. ISBN 3-548-24889-6)
- Die Säumerfehde am Goldenen Steig. Historischer Roman aus dem Bayerischen Wald, Roman. Verlags-Anstalt Bayerland, Dachau 2000. ISBN 3-89251-290-6
- Der Glasteufel, historischer Roman. Verlags-Anstalt Bayerland, Dachau 2002. ISBN 3-89251-316-3
- Der Hund des Culann, Roman. Klett-Cotta, Stuttgart 2003. ISBN 3-608-93572-X
- Die Einöder. Eine bayerische Apokalypse, Erzählung. Ohetaler Verlag, Riedlhütte 2007. ISBN 978-3-937067-62-9
- Der Uttenschwalb. Vom geheimnisumwitterten Ursprung eines uralten Adelsgeschlechts. SüdOst-Verlag, Regenstauf 2016. ISBN 978-3-86646-771-2

### Romanbiografien
- Erdbeermund. Das abenteuerliche Leben des François Villon. Facta, Hamburg 1989, ISBN 3-926827-22-X (Taschenbuchausgabe: Lübbe, Bergisch Gladbach 1996, ISBN 3-404-12460-X)
- Räuber Heigl. Der Höhlenmensch vom Kaitersberg. Neue-Presse-Verlags-GmbH, Passau 1990. ISBN 3-924484-33-3 (Neuausgabe Buch- und Kunstverlag Oberpfalz, Amberg 1998, ISBN 3-924350-72-8)
- Mühlhiasl. Der Seher vom Rabenstein. Neue-Presse-Verlags-GmbH, Passau 1991. ISBN 3-924484-36-8 (Taschenbuchausgabe unter dem Titel Mühlhiasl. Die Weissagungen des Sehers vom Rabenstein, Aufbau Taschenbuch Verlag, Berlin 1997, ISBN 3-7466-1292-6)
- Die neun Leben der Grainne O’Malley. Die Abenteuer einer irischen Piratin. Ed. Meyster, München 1991. ISBN 3-485-08227-9
- Agnes Bernauer. Hexe, Hur' und Herzogin. Neue-Presse-Verlags-GmbH, Passau 1993. ISBN 3-924484-63-5 (Neuausgabe unter dem Titel Agnes Bernauer. Hexe, Hure, Herzogin, Sutton, Erfurt 2011, ISBN 978-3-86680-761-7)
- Jennerwein. Der gewilderte Wildschütz. Ehrenwirth, München 1993. ISBN 3-431-03284-2 (Taschenbuchausgabe unter dem Titel Jennerwein, Aufbau-Taschenbuch-Verlag, Berlin 1997, ISBN 3-7466-1291-8; Neuausgabe unter dem Titel Jennerwein. Ein bayerisches Wildererdrama. Historischer Roman, Bayerland, Dachau 2011, ISBN 978-3-89251-424-4)
- Nostradamus, der Prophet. Leben und Visionen. Ehrenwirth, München 1993. ISBN 3-431-03307-5 (Taschenbuchausgabe: Econ-und-List-Taschenbuch-Verlag, München 1999, ISBN 3-612-27666-2)
- Der Raubschütz von der Schachermühle. Verlags-Anstalt Bayerland, Dachau 1998. ISBN 3-89251-258-2
- Prophet der Finsternis. Leben und Visionen des Alois Irlmaier. Ehrenwirth, München 1999. ISBN 3-431-03577-9 (Neuausgabe: Sutton, Erfurt 2009, ISBN 978-3-86680-561-3)
- Die Braut von Landshut. Das tragische Leben der Herzogin Hedwig. Verlags-Anstalt Bayerland, Dachau 2001. ISBN 3-89251-303-1
- Die Bischöfin von Rom. Aufbau Taschenbuch Verlag, Berlin 2002. ISBN 3-7466-1293-4 (auch als MP3-Hörbuch, 2 CDs, gelesen von Norbert Hülm, TechniSat Digital, Daun 2007, ISBN 978-3-8368-0031-0)
- Die Geliebte des Kaisers. Aufbau-Taschenbuch-Verlag, Berlin 2003. ISBN 3-7466-1294-2
- Die letzte Königin der Kelten. Aufbau-Taschenbuch-Verlag, Berlin 2005, ISBN 3-7466-1296-9 (auch als MP3-Hörbuch, 2 CDs, gelesen von Raimund Wurzwallner, TechniSat Digital Daun 2007, ISBN 978-3-8368-0030-3)
- Der Prophet aus dem Böhmerwald. Bayerland, Dachau 2006. ISBN 978-3-89251-361-2
- Merlin. Der Druide von Camelot. Aufbau Taschenbuch Verlag, Berlin 2007. ISBN 978-3-7466-1299-7 (auch als MP3-Hörbuch, 2 CDs, gelesen von Raimund Wurzwallner, TechniSat Digital, Daun 2007, ISBN 978-3-8368-0032-7)

### Sachbücher
- Der Mühlhiasl. Seine Prophezeiungen – sein Wissen um Erdstrahlen, Kraftplätze und heilige Orte – sein verborgenes Leben. Zeichnungen von Wilhelm Manfred Raumberger, Buch- und Kunstverlag Oberpfalz, Amberg 1998. ISBN 3-924350-70-1
- Die Botschaft der Druiden. Weisheit aus der Anderswelt. Bastei-Verlag Lübbe, Bergisch Gladbach 1999. ISBN 3-404-70133-X
- Fürstenmord und Hexenbrand. Spektakuläre Kriminalfälle aus dem alten Bayern. Verlags-Anstalt Bayerland, Dachau 2002. ISBN 3-89251-319-8
- Ceridwen. Die Rückkehr der dreifaltigen Göttin der Kelten. Ein Buch des Kelten. Neue Erde, Saarbrücken 2003. ISBN 3-89060-065-4
- Merlin. Leben und Vermächtnis des keltischen Menschheitslehrers. Arun, Uhlstädt-Kirchhasel 2005. ISBN 3-935581-95-5
- Schlangenring und Werwolfstein. Keltische Sagen aus dem deutschen Sprachraum. Arun, Uhlstädt-Kirchhasel 2006. ISBN 3-86663-007-7
- Die berühmtesten Propheten Europas und ihre Weissagungen für das Dritte Jahrtausend. Kopp, Rottenburg 2007. ISBN 978-3-938516-60-7
- Von Alraunhöhlen und Seelenvögeln. Keltische Sagen aus Altbayern. Bayerland, Dachau 2007. ISBN 978-3-89251-375-9